# Myersiohyla inparquesi
Myersiohyla inparquesi és una espècie de granota que viu a Veneçuela.